# Manolo Codeso Nieves
Manuel Codeso Nieves (nacido en 1935) es un actor y humorista español.

## Biografía
Nacido en el seno de una familia de artistas, su nombre (real y artístico) es el mismo que utilizaron su abuelo, su padre y su primo Manuel Codeso Ruiz, integrante del trío Zori, Santos y Codeso. 
Conocido durante su primera etapa artística como Codesito (para evitar confusiones), su época de máxima popularidad coincidió con su unión artística con Alfonso Lussón, con el que integró, entre 1976 y 1989, el dúo Lussón y Codeso; hicieron un humor sencillo y con ciertas reminiscencias al mundo de los payasos, con Lussón ejerciendo una suerte de clown y Codeso de Augusto.
Gozaron del favor del público durante años, con espectáculos en directo y apariciones en programas de televisión como Aplauso, hasta su definitiva separación.
Con posterioridad, Codesito ha realizado algunas incursiones en solitario en el mundo de la interpretación, en televisión y sobre los escenarios, hasta su retiro definitivo en la ciudad de Valencia.
- Datos: Q5991659